# 玉川聖学院中等部・高等部
玉川聖学院中等部・高等部（たまがわせいがくいん ちゅうとうぶ・こうとうぶ）は、東京都世田谷区奥沢七丁目にある私立中学校・高等学校。キリスト教系の女子校である。

## 概要
女子中高一貫校だが、女子のミッションスクールとして高校の募集も行っている数少ない学校となっている。
ミッションスクールとして再スタート後、2代目3代目の理事長・学院長に米国人宣教師が着任したことで英語・国際教育が充実した学校となった。日本に住む20ヶ国以上の人たちの協力を得て行う「国際デイ」、韓国への高等部修学旅行、全学年に配属される英会話のネイティヴ教師などが特色となっている。

## 沿革
日吉宗平が1943年（昭和18年）に開校した実業学校の「日吉学園女子商業学校」が始まりである。学校は日本の敗戦後に行われた学制改革を経て、日吉学園中学校・高等学校となった。
1950年（昭和25年）、学校経営の引継ぎの相談を受けた日本神の教会連盟の谷口茂寿が、米国インディアナ州マディソン郡に本部を置くキリスト教教団である神の教会宣教局の援助も受けた上でミッションスクールに改組し、同年9月に「玉川聖学院中等部・高等部」と改称されて現在に至る。

## 制服
- 冬服 - 中学：ブレザー、高校：ブレザー
- 夏服 - ブラウス ※中高共通のデザイン

## 交通
- 東急東横線自由が丘駅より徒歩10分
- 東急大井町線九品仏駅より徒歩5分
- 東急バス渋11 「自由が丘駅入口」下車、徒歩5分[3]

## 著名な出身者
- 谷口茂寿（初代学院長）
- 山口昇（牧師）
- 青山京子（元女優）
- 岸谷香（元プリンセス プリンセス）
- Lisa Halim（リサハリム・シンガーソングライター）
- 紫とも（元宝塚歌劇団雪組トップ娘役）
- 中原由貴（元宝塚歌劇団月組男役）
- 天紫珠李（宝塚歌劇団月組トップ娘役）
- 詩花すず（宝塚歌劇団星組娘役）